# Elecciones generales de Barbados de 1961
Las elecciones generales de Barbados de 1961 tuvieron lugar el lunes 4 de diciembre del mencionado año con el objetivo de renovar los 24 escaños de la Cámara de la Asamblea, órgano legislativo unicameral del Parlamento de Barbados, entonces una colonia del Imperio británico. Fueron las terceras elecciones realizadas desde la instauración del sufragio universal, así como las primeras desde la concesión del autogobierno interno pleno. El sistema electoral empleado fue el de escrutinio mayoritario plurinominal, con las once parroquias y la ciudad de Bridgetown ejerciendo como circunscripciones, las cuales eran representadas por dos escaños cada una, resultando elegidos los dos postulantes más votados por simple mayoría de votos.
Al momento de los comicios, Barbados formaba parte de la Federación de las Indias Occidentales, cuyo primer ministro era el barbadense Grantley Herbert Adams, del gobernante Partido Laborista de Barbados, mientras que a nivel local el premier en ejercicio era el médico Hugh Gordon Cummins. La Federación era sumamente impopular, y el estilo de gobierno conservador del laborismo y su aparente desconexión con los problemas que padecía la población pobre erosionaron la base de apoyo del BLP, que había actuado como fuerza dominante durante la década anterior. El Partido Democrático Laborista, encabezado por Errol Barrow, llegó a las elecciones fortalecido por el buen desempeño del partido en dos elecciones parciales en 1958. El Partido Nacional de Barbados, que gobernaba la ciudad de Bridgetown con su líder, Ernest Mottley, como alcalde, esperaba conservar su fortaleza en el suroeste de la isla, mientras que algunos candidatos independientes se mostraron competitivos. Aunque el DLP y el BNP no formaron una coalición formal, ambos partidos se favorecieron mutuamente durante la campaña en detrimento del BLP.
En un escenario ajustado en numerosas circunscripciones, el BLP sufrió una dura derrota al perder diez bancas con respecto a las anteriores elecciones (nueve en total) y sufrir una merma de más de 8.000 votos de primera preferencia, si bien fue de todas formas la fuerza más votada con el 36,82% de los sufragios válidos. El propio premier, Cummins, resultó derrotado en su circunscripción, que representaba hacía más de veintiséis años. El DLP logró una mayoría absoluta de 14 escaños pese a ubicarse 562 votos por detrás del BLP en el voto popular. A pesar de la polarización, el BNP tuvo un buen desempeño con el 22,05%, incrementando los apoyos con respecto a su predecesor (el Partido Conservador Progresista) y sumando un escaño. Frank Leslie Walcott, parlamentario independiente de St. Peter, resultó reelecto con el apoyo del DLP, que no disputó dicha circunscripción, y se unió al partido poco después. La participación fue del 61,32% del electorado registrado, un ligero crecimiento con respecto a la elección anterior.
Ante la victoria del DLP, Errol Barrow prestó juramento el 8 de diciembre como el tercer premier democráticamente electo en la historia de Barbados, y comenzando un proceso de independencia plena para la colonia que culminaría en noviembre de 1966. Esta victoria dio inicio a la alternancia bipartidista entre el BLP y el DLP, no interrumpida desde entonces. Se trató de la única elección barbadense, hasta la fecha, en la que el partido que obtuvo la mayoría en la Cámara no logró también triunfar en el voto popular.

## Antecedentes
La instauración del sufragio universal en Barbados condujo a las elecciones generales de 1951, que dieron un amplio triunfo al Partido Laborista de Barbados, encabezado por Grantley Herbert Adams, quien fue instalado como primer premier o jefe de gobierno democráticamente electo el 1 de febrero de 1953. Con un programa de gobierno de corte liberal conservador, Adams enfrentó divisiones internas que devinieron en la fundación del Partido Democrático Laborista, una escisión izquierdista e independentista encabezada por Errol Barrow, a fines de su segundo año en el cargo. Adams centró sus esfuerzos en integrar a Barbados en la naciente Federación de las Indias Occidentales, junto con las demás colonias británicas del Caribe anglófono. La fusión se concretó en enero de 1958 y, en abril siguiente, Adams fue juramentado como primer ministro de la nueva Federación, mientras que dimitió como Premier de Barbados, dejando en el cargo a Hugh Gordon Cummins de su mismo partido.

## Sistema electoral
El Parlamento de Barbados era entonces unicameral y estaba compuesto por una Cámara de la Asamblea elegida por voto popular, directo y secreto por medio de un sistema de escrutinio mayoritario plurinominal. Las once parroquias (St. Michael, Christ Church, St. Philip, St. George, St. John, St. Joseph, St. James, St. Andrew, St. Lucy, St. Peter, St. Thomas) y la ciudad de Bridgetown (separada del resto de St. Michael), actuaban como doce circunscripciones electorales representadas cada una por dos escaños en la Cámara. Los dos candidatos más votados en cada circunscripción resultaban electos como miembros del Parlamento por simple mayoría de votos, con el candidato más votado proclamado como «Miembro Senior» y el segundo como «Miembro Junior». Las normativas de entonces no estipulaban un límite de tiempo para el mandato parlamentario y la convocatoria a elecciones quedaba a discreción de la gobernación colonial. Sin embargo, mientras duró el uso de este esquema las elecciones se convocaron cada cinco años hasta la constitucionalización de dicho período en 1966.

## Resultados

### Resultado general
|  | 36.30 % |

|  | 1.83 % |

|  | 38.13 % |

|  | 36.82 % |

|  | 22.05 % |

|  | 3.00 % |

|  | 99.14 % |

|  | 0.86 % |

|  | 100.00 % |

|  | 61.32 % |

### Resultado por circunscripción
|  | 35.87 % |

|  | 24.92 % |

|  | 16.58 % |

|  | 15.89 % |

|  | 5.49 % |

|  | 1.96 % |

|  | 99.47 % |

|  | 0.53 % |

|  | 100.00 % |

|  | 63.31 % |

|  | 32.21 % |

|  | 31.92 % |

|  | 20.17 % |

|  | 15.70 % |

|  | 99.24 % |

|  | 0.76 % |

|  | 100.00 % |

|  | 56.10 % |

|  | 33.68 % |

|  | 33.08 % |

|  | 19.56 % |

|  | 13.67 % |

|  | 99.09 % |

|  | 0.91 % |

|  | 100.00 % |

|  | 55.19 % |

|  | 34.97 % |

|  | 30.77 % |

|  | 17.27 % |

|  | 17.00 % |

|  | 98.92 % |

|  | 1.08 % |

|  | 100.00 % |

|  | 81.59 % |

|  | 30.67 % |

|  | 25.80 % |

|  | 24.69 % |

|  | 9.32 % |

|  | 5.04 % |

|  | 4.49 % |

|  | 98.33 % |

|  | 1.67 % |

|  | 100.00 % |

|  | 64.24 % |

|  | 34.23 % |

|  | 23.55 % |

|  | 18.75 % |

|  | 16.24 % |

|  | 4.34 % |

|  | 2.89 % |

|  | 99.48 % |

|  | 0.52 % |

|  | 100.00 % |

|  | 70.36 % |

|  | 39.98 % |

|  | 36.84 % |

|  | 14.74 % |

|  | 7.71 % |

|  | 0.72 % |

|  | 98.94 % |

|  | 1.06 % |

|  | 100.00 % |

|  | 68.77 % |

|  | 30.82 % |

|  | 23.82 % |

|  | 17.85 % |

|  | 17.33 % |

|  | 7.49 % |

|  | 2.14 % |

|  | 0.56 % |

|  | 99.62 % |

|  | 0.38 % |

|  | 100.00 % |

|  | 42.00 % |

|  | 32.24 % |

|  | 26.59 % |

|  | 16.09 % |

|  | 11.59 % |

|  | 8.59 % |

|  | 4.90 % |

|  | 99.04 % |

|  | 0.96 % |

|  | 100.00 % |

|  | 71.57 % |

|  | 35.35 % |

|  | 34.29 % |

|  | 30.36 % |

|  | 98.15 % |

|  | 1.85 % |

|  | 100.00 % |

|  | 52.70 % |

|  | 40.90 % |

|  | 36.26 % |

|  | 14.68 % |

|  | 8.15 % |

|  | 99.22 % |

|  | 1.78 % |

|  | 100.00 % |

|  | 70.96 % |

|  | 27.15 % |

|  | 24.74 % |

|  | 23.52 % |

|  | 20.80 % |

|  | 3.79 % |

|  | 99.26 % |

|  | 0.74 % |

|  | 100.00 % |

|  | 64.81 % |